# Pleuranthodium pelecystylum
Pleuranthodium pelecystylum là một loài thực vật có hoa trong họ Gừng. Loài này được Karl Moritz Schumann miêu tả khoa học đầu tiên năm 1899 dưới danh pháp Alpinia pelecystyla. Năm 1991, Rosemary Margaret Smith chuyển nó sang chi Pleuranthodium.

## Phân bố
Loài này có tại New Guinea thuộc Hà Lan, gần Andai; nay thuộc tỉnh Papua, Indonesia. Mẫu định danh O.Beccari 784 do Odoardo Beccari (1843-1920) thu thập.

## Lưu ý
Nó là loài duy nhất có cụm hoa phân nhánh, và vì thế có khả năng thuộc về chi Riedelia.